# Carlinville (Illinois)
Carlinville – miasto w Stanach Zjednoczonych, w stanie Illinois, siedziba administracyjna hrabstwa Macoupin.